# Carabus
Carabus là một chi bọ cánh cứng trong họ Carabidae.

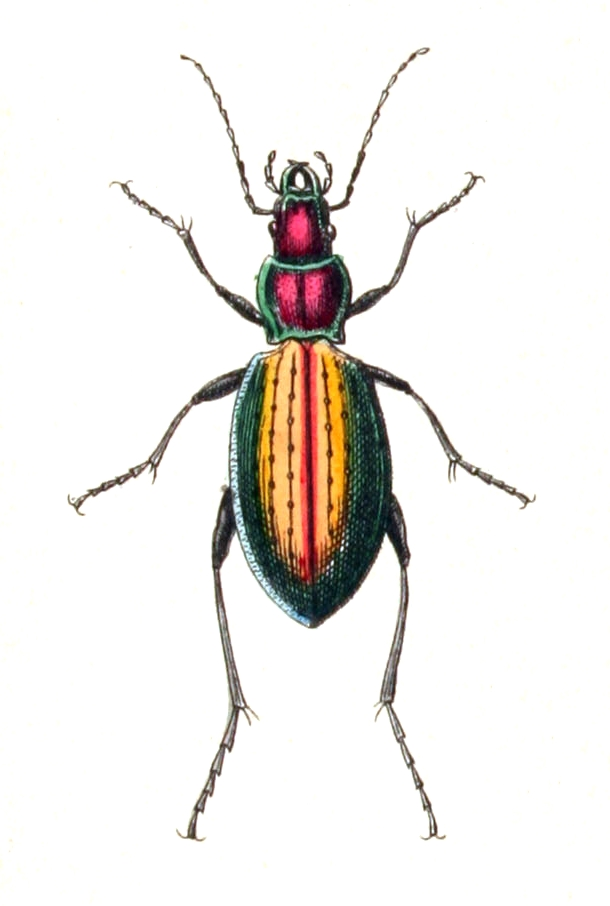
C. rutilans

## Hình ảnh

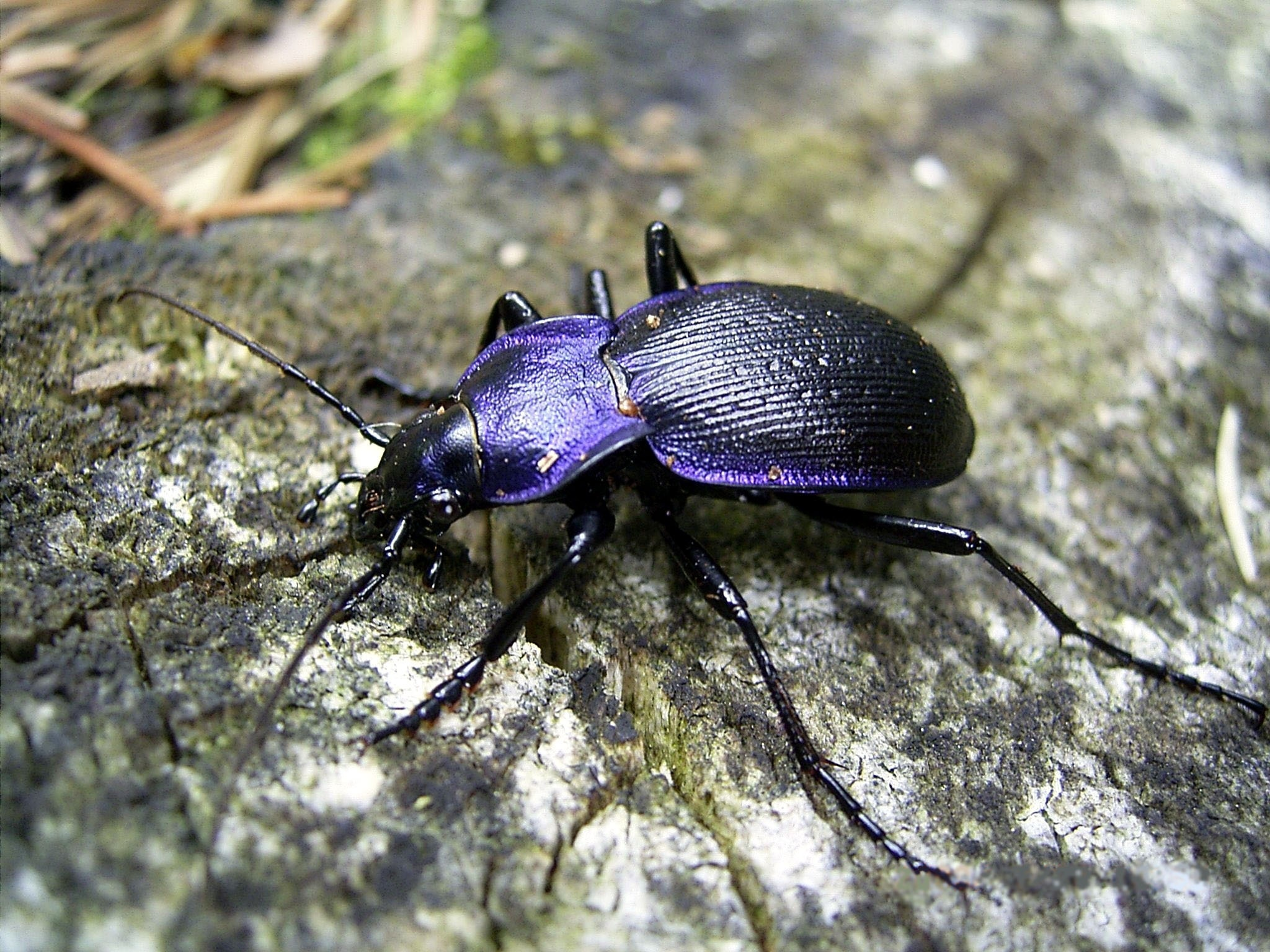
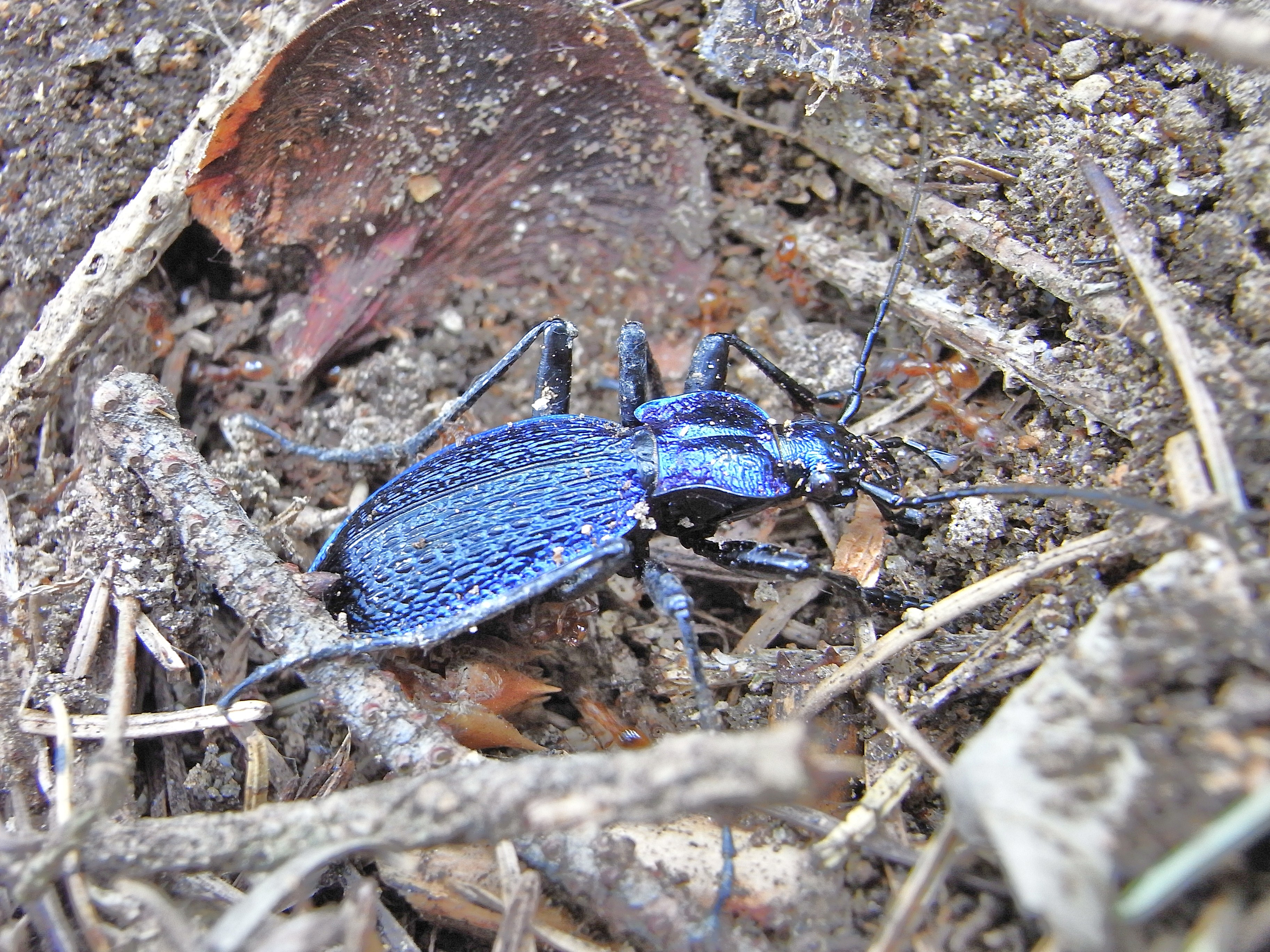
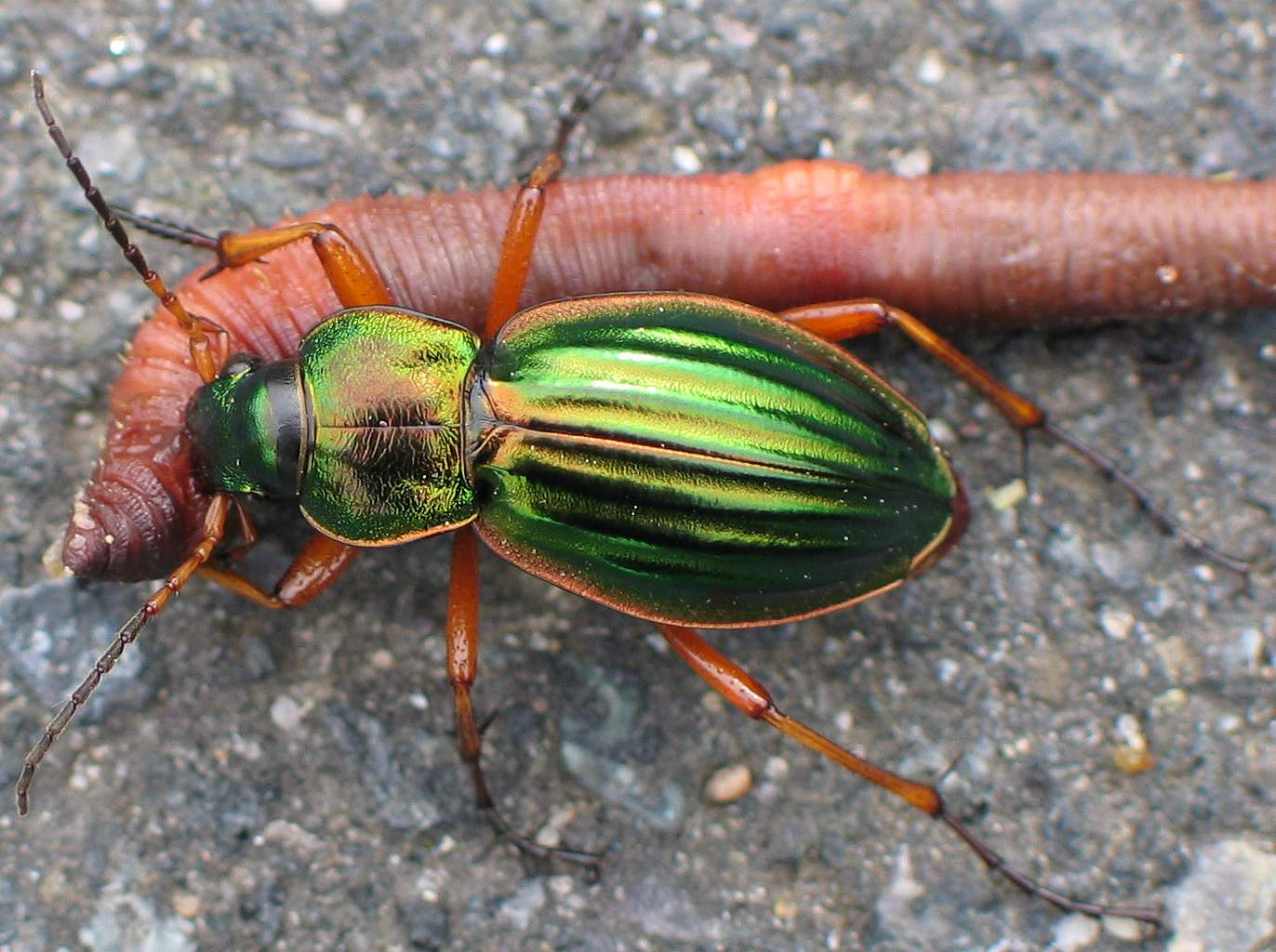
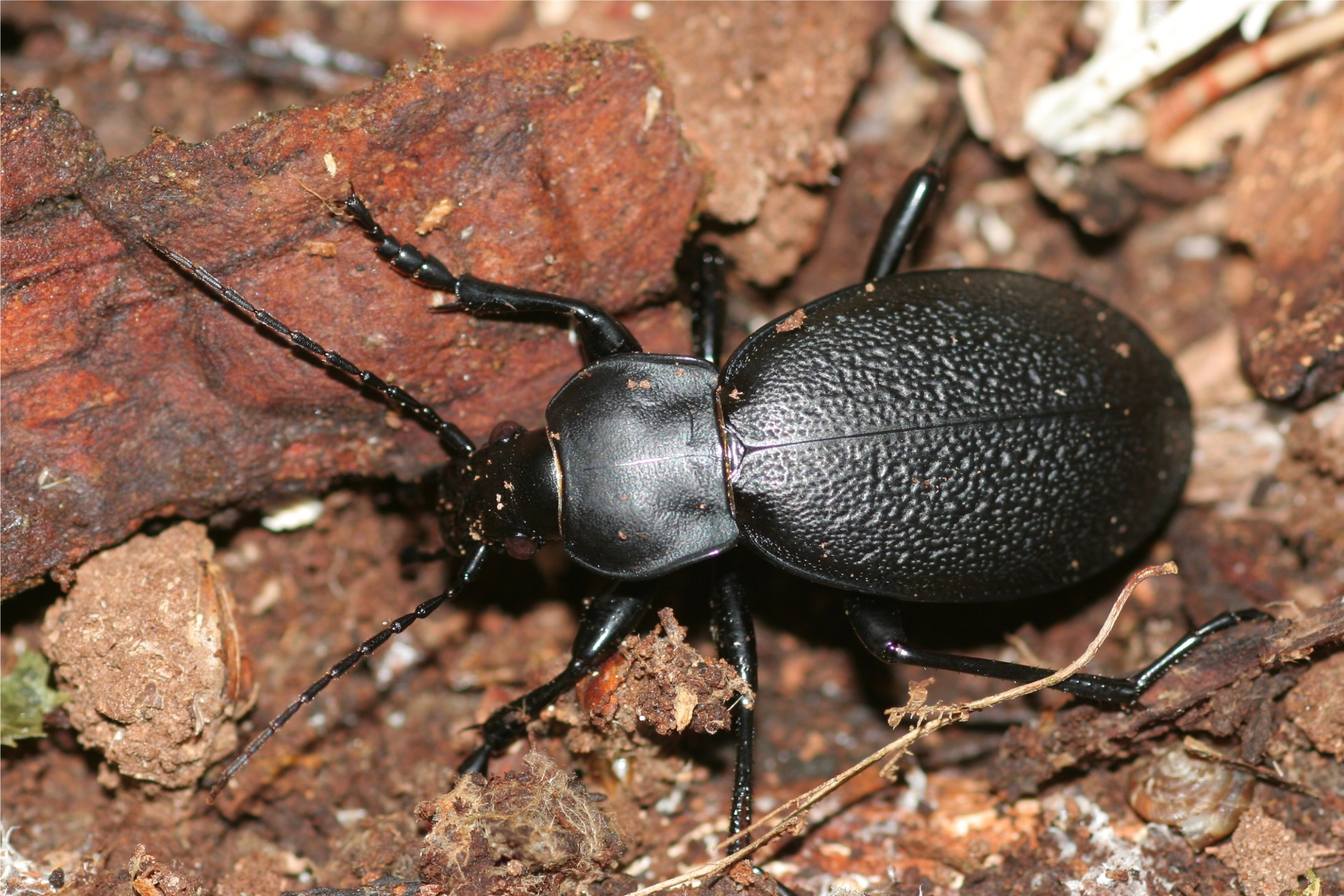

## Phân loại
- Carabus div. Carabogenici
  - Carabus subdiv. Digitulati
    - Carabus (Archaeocarabus)
    - Carabus (Carabus)
    - Carabus (Eucarabus)
    - Carabus (Isiocarabus)
    - Carabus (Lichnocarabus)
    - Carabus (Ohomopterus)
    - Carabus (Parhomopterus)

  - Carabus subdiv. Lepidospinulati
    - Carabus (Euleptocarabus)
    - Carabus (Limnocarabus)

  - Carabus subdiv. Lipastrimorphi
    - Carabus (Cryptocarabus)
    - Carabus (Cyclocarabus)
    - Carabus (Lipaster)
    - Carabus (Mimocarabus)
    - Carabus (Morphocarabus)
    - Carabus (Ophiocarabus)
    - Carabus (Trachycarabus)

  - Carabus subdiv. Archicarabomorphi
- Carabus (Acrocarabus)
- Carabus (Archicarabus)
- Carabus (Gnathocarabus)
- Carabus (Ischnocarabus)
- Carabus div. Multistriati
  - Carabus subdiv. Arciferi
    - Carabus (Chaetocarabus)
    - Carabus (Heterocarabus)
    - Carabus (Platycarabus)

  - Carabus subdiv. Crenolimbi
    - Carabus (Hemicarabus)
    - Carabus (Homoeocarabus)

  - Carabus subdiv. Latitarsi
    - Carabus (Aulonocarabus)
    - Carabus (Cavazzutiocarabus)
    - Carabus (Cytilocarabus)
    - Carabus (Diocarabus)
    - Carabus (Eurycarabus)
    - Carabus (Hypsocarabus)
    - Carabus (Leptocarabus)
    - Carabus (Meganebrius)
    - Carabus (Mesocarabus)
    - Carabus (Neocarabus)
    - Carabus (Nesaeocarabus)
    - Carabus (Oreocarabus)
    - Carabus (Orinocarabus)
    - Carabus (Pachycarabus)
    - Carabus (Pachystus)
    - Carabus (Piocarabus)
    - Carabus (Qinlingocarabus)
    - Carabus (Rhigocarabus)
    - Carabus (Rhipocarabus)
    - Carabus (Scambocarabus)
    - Carabus (Semnocarabus)
    - Carabus (Stephanocarabus)
    - Carabus (Tachypus)
    - Carabus (Tanaocarabus)
    - Carabus (Tmesicarabus)
    - Carabus (Tomocarabus)
    - Carabus (Ulocarabus)

  - Carabus subdiv. Procrustimorphi
    - Carabus (Acathaicus)
    - Carabus (Acoptolabrus)
    - Carabus (Ainocarabus)
    - Carabus (Alipaster)
    - Carabus (Apoplesius)
    - Carabus (Archiplectes)
    - Carabus (Aristocarabus)
    - Carabus (Axinocarabus)
    - Carabus (Calocarabus)
    - Carabus (Carabulus)
    - Carabus (Cathaicus)
    - Carabus (Cathoplius)
    - Carabus (Cechenochilus)
    - Carabus (Cechenotribax)
    - Carabus (Cephalornis)
    - Carabus (Chrysocarabus)
    - Carabus (Chrysotribax)
    - Carabus (Coptolabrodes)
    - Carabus (Coptolabrus)
    - Carabus (Cratocarabus)
    - Carabus (Cratocechenodes)
    - Carabus (Cratocechenus)
    - Carabus (Cratocephalus)
    - Carabus (Cratophyrtus)
    - Carabus (Cryptocechenus)
    - Carabus (Ctenocarabus)
    - Carabus (Cupreocarabus)
    - Carabus (Cychrostomus)
    - Carabus (Damaster)
    - Carabus (Deroplectes)
    - Carabus (Eccoptolabrus)
    - Carabus (Eocechenus)
    - Carabus (Eotribax)
    - Carabus (Eupachys)
    - Carabus (Fulgenticarabus)
    - Carabus (Goniocarabus)
    - Carabus (Hygrocarabus)
    - Carabus (Imaibiodes)
    - Carabus (Imaibius)
    - Carabus (Iniopachus)
    - Carabus (Lamprostus)
    - Carabus (Lasiocoptolabrus)
    - Carabus (Leptoplesius)
    - Carabus (Macrothorax)
    - Carabus (Megodontoides)
    - Carabus (Megodontus)
    - Carabus (Microplectes)
    - Carabus (Microtribax)
    - Carabus (Neoplectes)
    - Carabus (Neoplesius)
    - Carabus (Oxycarabus)
    - Carabus (Pachycranion)
    - Carabus (Pagocarabus)
    - Carabus (Pantophyrtus)
    - Carabus (Procechenochilus)
    - Carabus (Procerus)
    - Carabus (Procrustes)
    - Carabus (Pseudocoptolabrus)
    - Carabus (Pseudocranion)
    - Carabus (Pseudotribax)
    - Carabus (Relictocarabus)
    - Carabus (Shenocoptolabrus)
    - Carabus (Shunichiocarabus)
    - Carabus (Sphodristocarabus)
    - Carabus (Teratocarabus)
    - Carabus (Tribax)

  - Carabus subdiv. Spinulati
    - Carabus (Apotomopterus)

## Các loài tiêu biểu
- Carabus arcensis
- Carabus auratus
- Carabus auronitens
- Carabus caelatus
- Carabus cancellatus
- Carabus catenulatus
- Carabus clathratus
- Carabus convexus
- Carabus coriaceus
- Carabus creutzeri
- Carabus excellens
- Carabus gebleri
- Carabus gigas
- Carabus glabratus
- Carabus granulatus
- Carabus hispanus
- Carabus hortensis
- Carabus hungaricus
- Carabus intricatus
- Carabus irregularis
- Carabus linnei
- Carabus monilis
- Carabus nemoralis
- Carabus nitens
- Carabus olympiae
- Carabus problematicus
- Carabus scheidleri
- Carabus smaragdinus
- Carabus splendens
- Carabus tauricus
- Carabus ullrichii
- Carabus violaceus